# 리골레토

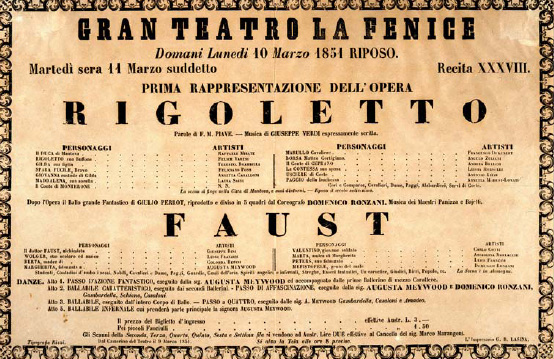

리골레토(이탈리아어: Rigoletto)는 주세페 베르디가 작곡한 3막의 오페라이다. 빅토르 위고의 희곡 《왕은 즐긴다》 (Le roi s'amuse)를 기초로 프란체스코 마리아 피아베가 이탈리아어 대본을 완성하였다. 1851년 3월 11일 베네치아의 라 페니체 극장에서 초연되었다.

## 등장인물
- 주요 배역

만토바 공작 (테너)
리골레토 - 만토바 공작의 어릿광대, (바리톤)
질다 - 리골레토의 딸, (소프라노)
스파라푸칠레 - 전문 암살자, (베이스)
막달레나 - 스파라푸칠레의 누이, (알토)
- 조역 및 기타

조반나 - 질다의 가정교사, (메조소프라노)
몬테로네 백작, (베이스 및 바리톤)
체프라노 백작 부인, (메조소프라노)
체프라노 백작, (베이스)
보르사, (테너)
마룰로, (바리톤)

## 유명한 음악
- 이 여자도 저 여자도 Questa o quella (만토바 공작)
- 우리는 똑같다! Pari siamo! (리골레토)
- 딸아! 나의 아버지! Figlia! Mio padre! (리골레토, 질다)
- 그리운 그 이름 Gualtier Maldè! ... Caro nome (질다)
- 그녀를 내게로부터 훔쳐가다니! Ella mi fu rapita! (만토바 공작)
- Possente amor mi chiama (Mighty love beckons me), (만토바 공작)
- 저주받은 가신이라는 종족 Cortigiani, vil razza dannata,
- 모든 축복받은 날에 Tutte le feste al tempio, (리골레토, 질다)
- 그래, 복수 Sì, vendetta (리골레토, 질다)
- 여자의 마음 La donna e mobile (만토바 공작)
- 멀리 공중에서부터 Lass , in cielo (질다)
- 사랑스런 사랑의 딸이여 Un dì, se ben rammentomi ... Bella figlia dell'amore, 사중창: 만토바 공작, 리골레토, 질다, 마달레나
- 아버지, 제가 당신을 속였어요. V'ho ingannato, (리골레토, 질다)

## 참고 문헌
- The Opera Goer's Complete Guide by Leo Melitz, 1921 version.

## 음악 듣기
- "여자의 마음 (La donna è mobile)"
- "리골레토" MP3 화일 Creative Commons License
- "리골레토"의 아리아, "이 여자도 저 여자도 (Possente amor mi chiama)", interpretada por el 테너 Ignacio Gomez (이탈리아어)